# 아에로페

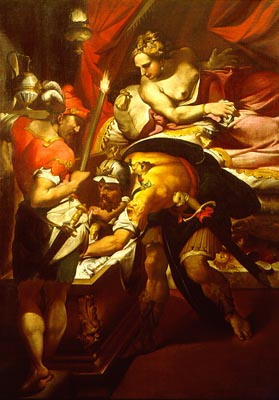

아에로페(Aerope)는 그리스 신화의 여성이다. 미노스의 아들 카트레우스에게는 아에로페, 클리메네, 아페모시네의 3녀와, 외아들 알타이메네스가 있었다. 이들의 아버지가 신탁에 의해 자식의 손에 죽는다는 것을 알게 되자, 알타이메네스는 이를 두려워하여 아페모시네와 함께 집을 나갔다. 아에로페와 클리메네는 나우프리오스에게 노예로 주어졌는데 아에로페는 아르고스 왕 프레이스테네스의 아내가 되어 아가멤논과 메넬라오스의 어머니가 되었다.